# Adiantum monochlamys
Adiantum monochlamys là một loài thực vật có mạch trong họ Adiantaceae. Loài này được Eaton miêu tả khoa học đầu tiên năm 1858.